# Yeonsangun
Yeonsangun (/jʌn.sɐn.gun/ ; 24 octobre 1476 – 20 novembre 1506), né sous le nom d'I Yung, est le dixième roi de la Corée durant la période Joseon.
En 1504, il promulgue que le hangeul, l'alphabet coréen, ne devra plus être enseigné.
Il a régné du 20 janvier 1494 jusqu'à son renversement en 1506.